# Dávid Paška
Dávid Paška (* 18. Mai 1999 in Bratislava) ist ein slowakischer Theaterregisseur, Dramatiker und Schriftsteller.

## Leben
Nach mehreren Assistenztätigkeiten in Prager Theatern studierte er von 2018 bis 2022 Schauspielregie am Max-Reinhardt-Seminar in Wien (mdw – Universität für Musik und darstellende Kunst Wien), unter anderem bei Anna Maria Krassnigg, David Bösch, Dušan David Pařízek und Martin Kušej.
Seit Abschluss seines Studiums konzentriert er sich auf die Inszenierung klassischer und moderner Dramatik, die Adaption bekannter und vergessener Weltliteratur und die Entwicklung interdisziplinärer Autorenprojekte mit expressiver Regiehandschrift. Seine Projekte realisiert er in verschiedenen Ländern, um sich mit unterschiedlichen politischen Situationen und Theatertraditionen auseinanderzusetzen und eine eigene, international präsentierbare Poetik zu entwickeln. Sein Hauptinteresse gilt jedoch der Regiearbeit im deutschsprachigen Raum, wo seiner Meinung nach der theatrale Diskurs am bedeutendsten ist.
Seine Inszenierung von Nathalie Sarrautes „Das Schweigen“ wurde zum Festival Körber Studio Junge Regie 2022 und die Uraufführung von Thomas Perles Stück „ein jedermann“ im rumänischen Teatrul National Radu Stanca wurde in das Programm des internationalen Theaterfestivals FITS aufgenommen.

### Ausbildung
Er absolvierte ein Diplomstudium der Schauspielregie am Max Reinhardt Seminar Institut für Schauspiel und Schauspielregie der mdw – Universität für Musik und darstellende Kunst Wien.

### Sprachen
Paška spricht Slowakisch, Tschechisch, Englisch und Deutsch.

## Preise
- 2025: Tatra Banka Foundation Art Award 2024 – Nachwuchspreis für die Regie der Produktion Die Odyssee – Roland Schimmelpfennig

## Inszenierungen (Auswahl)
- 2025: Gerettet – nach Edward Bond, Theater Arena, Bratislava (Slowakei)
- 2025: Snow Negatives: Eine Trilogie (Lux / Faye / Wetzler-Vrba) | nach Alfréd Wetzler, Faye Schulman und Rüdiger Strempel | Koproduktion: Jan-Palarik-Theater, JK Opole Theater, Akademie für Theater und Digitalität Dortmund, u. a. (Slowakei, Polen, Deutschland)[9]
- 2025: The Bloody Sonnets – von Pavol Országh Hviezdoslav, P.O.Hviezdoslav Theater und LaMaMa Experimental Theatre (Slowakei, U.S.)
- 2024: TATARKA – Dávid Paška nach Dominik Tatarka, Slowakisches Nationaltheater (Slowakei)
- 2024: 1984 – Tabea Baumann nach George Orwell, Schauspielhaus Salzburg (Österreich)
- 2024: Die Odyssee – Roland Schimmelpfennig, Bratislava (Slowakei)
- 2023: Don Karlos – Friedrich Schiller, Wortwiege (Österreich)
- 2023: Les Aventures du Roi fou – György Ligeti, Sir Peter Maxwell Davies, Academie-theatre-musique, Theatre de Nimes (Frankreich)
- 2024: NAT.U.R.AL – Dávid Paška nach Karel Čapek, Theater Zirkus des Wissens und Johannes Keppler Universität, Linz (Österreich)
- 2022: ein jedermann – Thomas Perle nach Hugo von Hofmannsthal, Nationaltheater Radu Stanca, Sibiu (Rumänien)
- 2021: Das Schweigen – Nathalie Sarraute, Schlosstheater Schönbrunn (Österreich)
- 2021: Nomos Faustus – Thomas Mann, Josef Matthias Hauer, Arnold Schönberg, Koproduktion des Max-Reinhardt-Seminars mit isaFestival, Kasematten Wiener Neustadt
- 2020: Die Bakchen – Euripides – Vordiplom-Inszenierung|, Max-Reinhardt-Seminars
- Roberto Zucco – Bernard-Marie Koltes, Regiepraktikum, MRS
- Der gute Mensch von Sezuan – Bertolt Brecht, Regiepraktikum, MRS
- Ubu – Alfred Jarry, Regiepraktikum, MRS
- Babel – Elfriede Jelinek, Regiepraktikum, MRS

## Dramatische Gestaltung
- 2025: Snow Negatives: Eine Trilogie (Lux) – Jan-Palarik-Theater, JK Opole Theater, Akademie für Theater und Digitalität Dortmund, u. a., (Slowakei, Polen, Deutschland)
- 2024: TATARKA – Slowakisches Nationaltheater, Bratislava (Slowakei)
- 2022: NAT.U.R.AL – Theater Zirkus des Wissens, Linz, (Österreich)
- 2022: Tenká línia povedomia – Theater LUDUS, Bratislava (Slowakei)
- 2017: Kým nacionalista zakikiríka – Slovač Woodstock, Theater Znudyľudu, Bratislava (Slowakei)
- 2015: NUSICA – Ludus school, Bratislava (Slowakei)

## Veröffentlichte Texte
- 2021: Nomos črepín a vrások – Gedichtsammlung[10]
- 2017: V roztrieštenom procese – Gedichtsammlung
- 2017: Kým nacionalista zakikiríka – Theaterstück

## Teilnahme an internationalen Festivals
- Festival Kutná hora, Tschechien: Die Odyssee – Roland Schimmelpfennig[11]
- Sibiu International Theater Festival (FITS), Rumänien: ein jedermann – Thomas Perle nach Hugo von Hofmannsthal
- Körber Studio Junge Regie Hamburg, Deutschland: Das Schweigen – Nathalie Sarraute